# Дольні Почерніце
Дольні Почерніце ( чеська Dolní Počernice ) — міський район і кадастрова територія Праги, що утворює територію району Прага-Дольні Почерніце, в адміністративному районі Праги 14 . Тут зареєстровано 52 вулиці та 864 адреси.

## Транспорт
Дольні Почерніце розташовані на дорозі I/12, що сполучає Прагу з містом Колін, яка ділить місто на дві майже однакові за кількістю населення половини. Саме через це вулиця Ческобродська служить роздільною лінією при поділі Дольні Почерніце на два виборчі округи.
Територію також перетинає перший залізничний коридор, тобто залізнична лінія Прага–Колін із зупинкою Прага–Дольні Почерніце та є частиною системи Esko Prague . Залізниця забезпечує найшвидше сполучення між районом міста та центром Праги, а після завершення Нового сполучення також уможливлює його проїзд.

## Орієнтири
- Замок Дольні Почерніце,  де зараз розташований дитячий будинок
- Костел Успіння Пресвятої Богородиці, найстаріша будівля в Дольніх Почерницях, збудований приблизно в 1200 році
- Готель Барборка

## Видатні вихідці
- Їржі Франтішек Халоупецький (1890–1922)

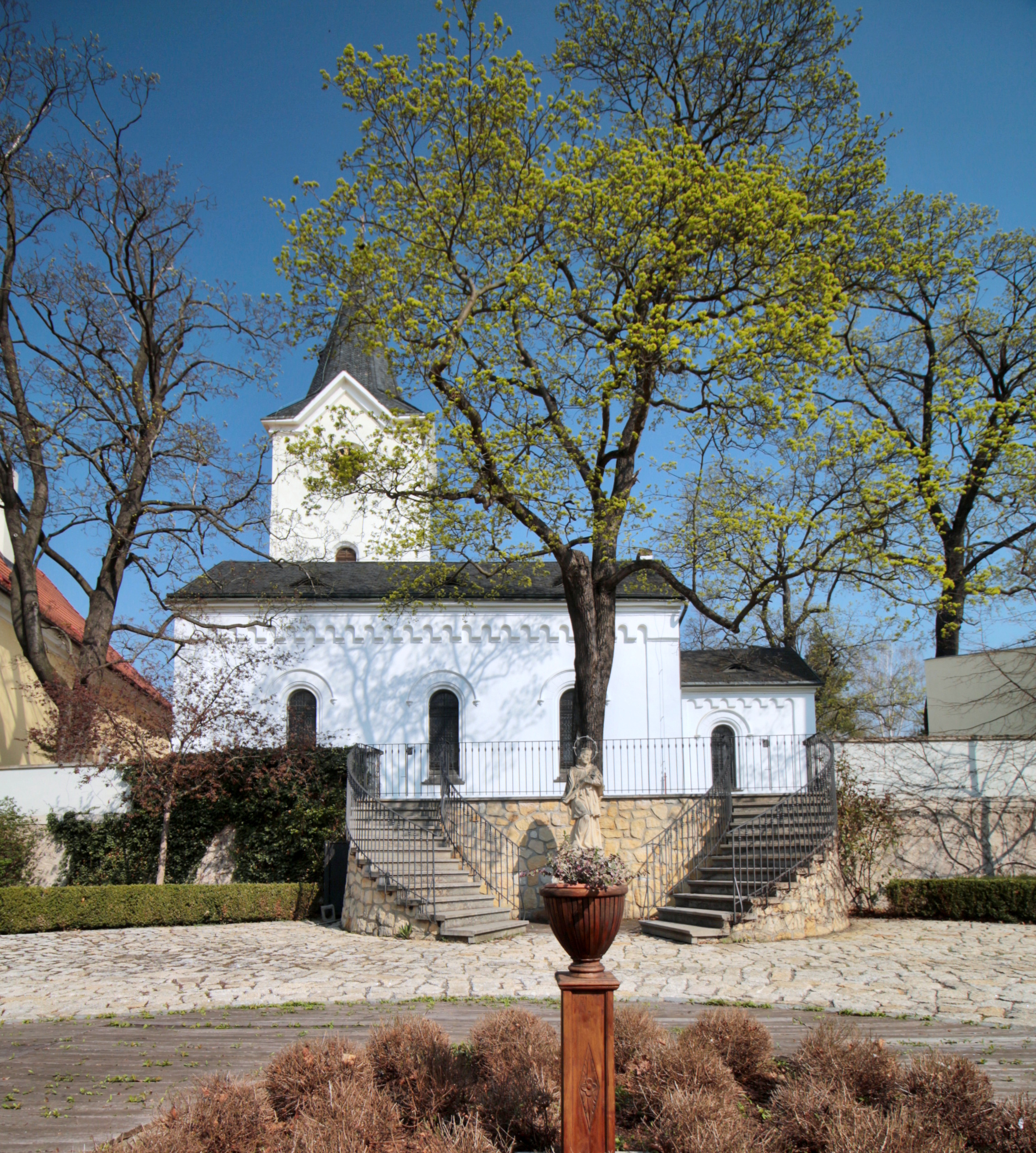
Костел Успіння Діви Марії
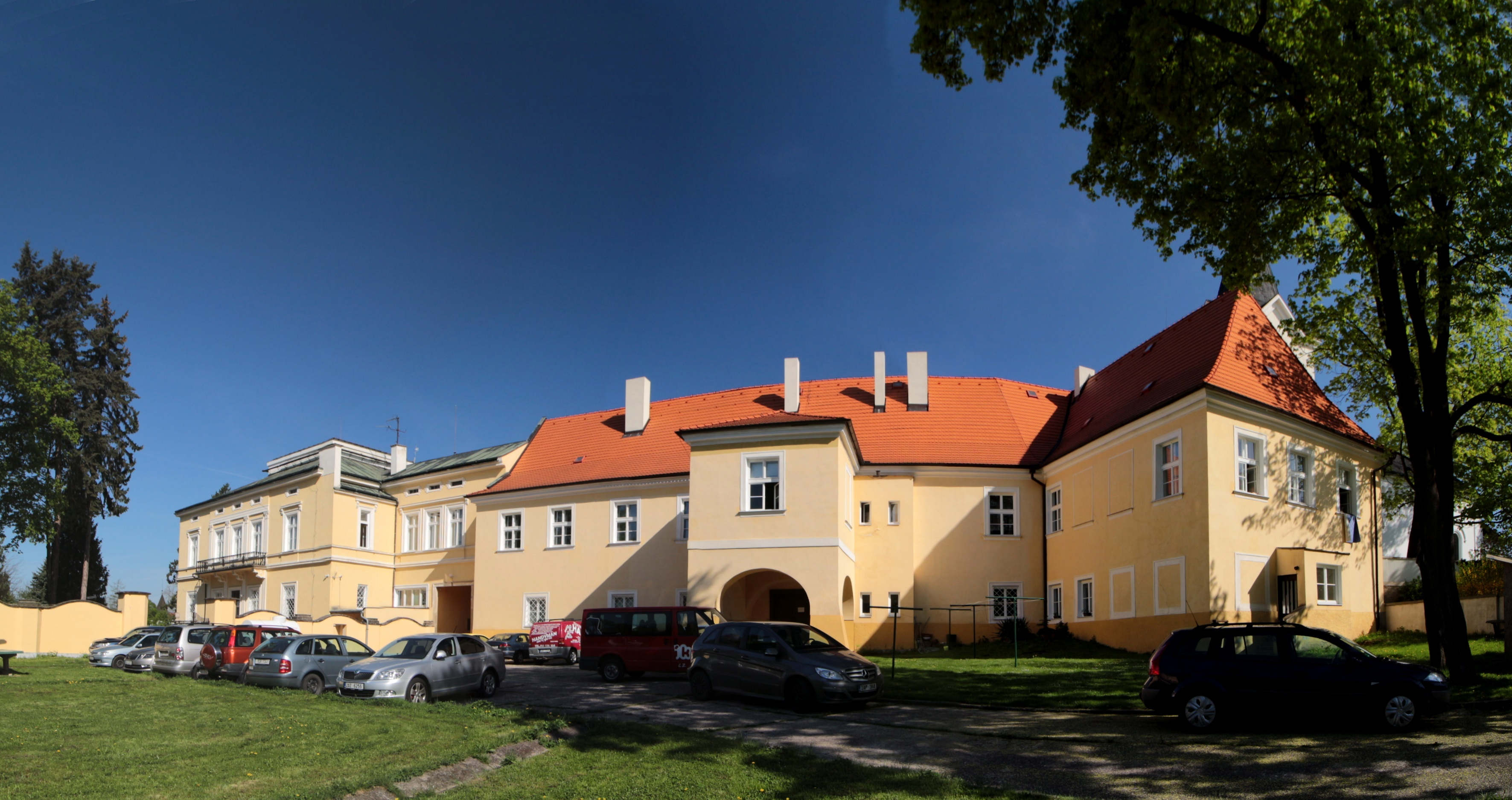
Замок Дольні Почерніце
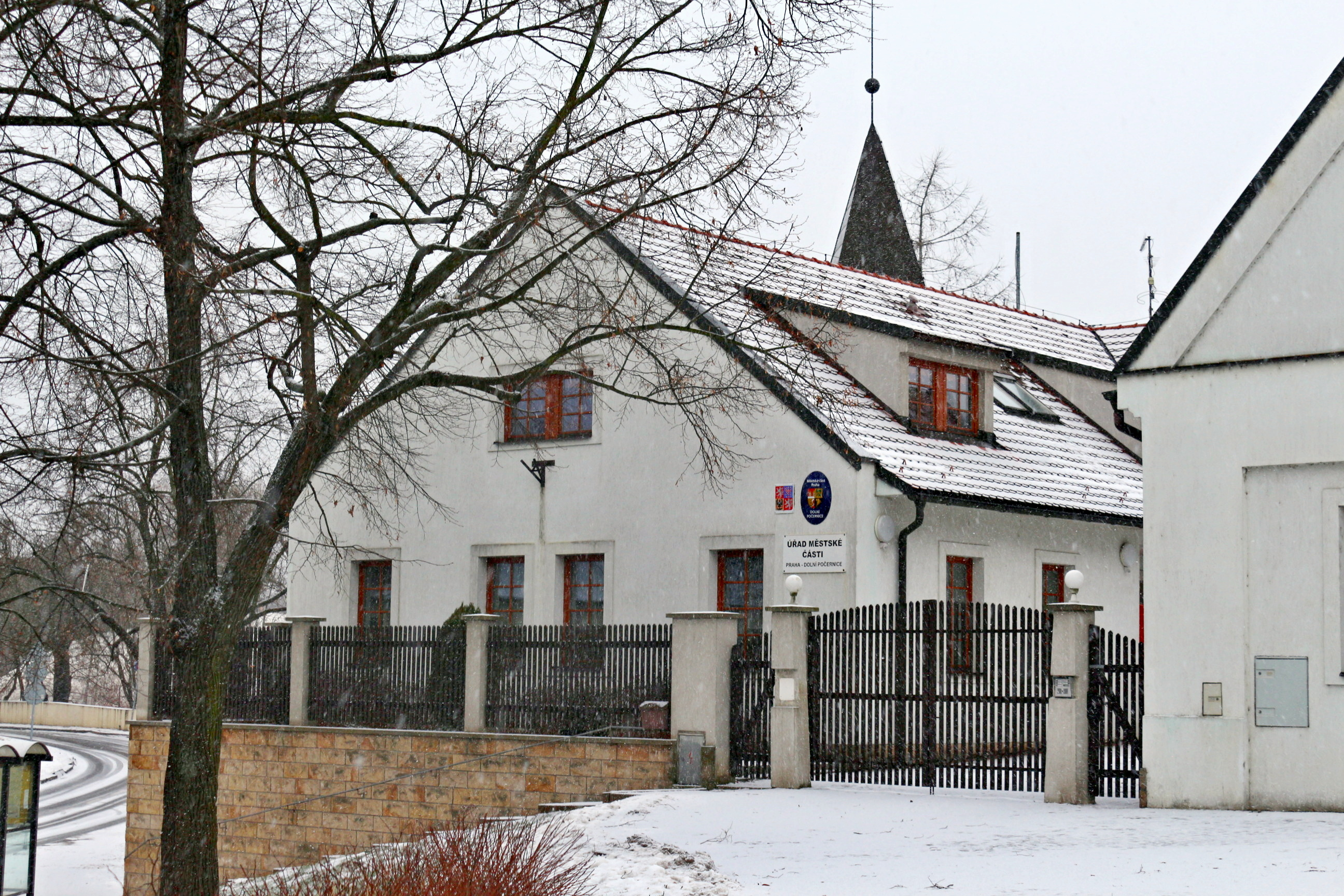
Будівля міської адміністрації Дольніх Почерніц, в районі Старого міста
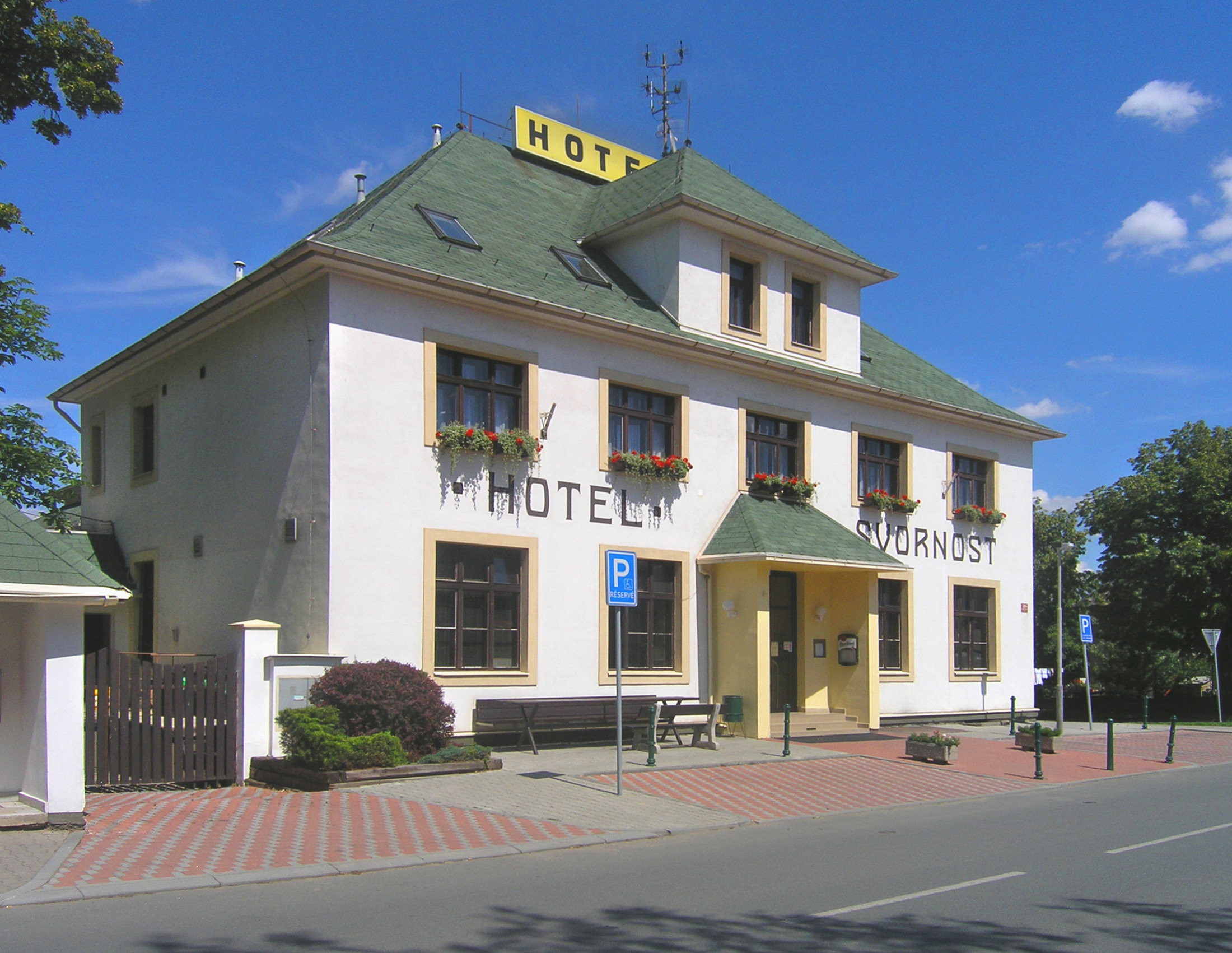
Готель в Новозамецькій вулиці
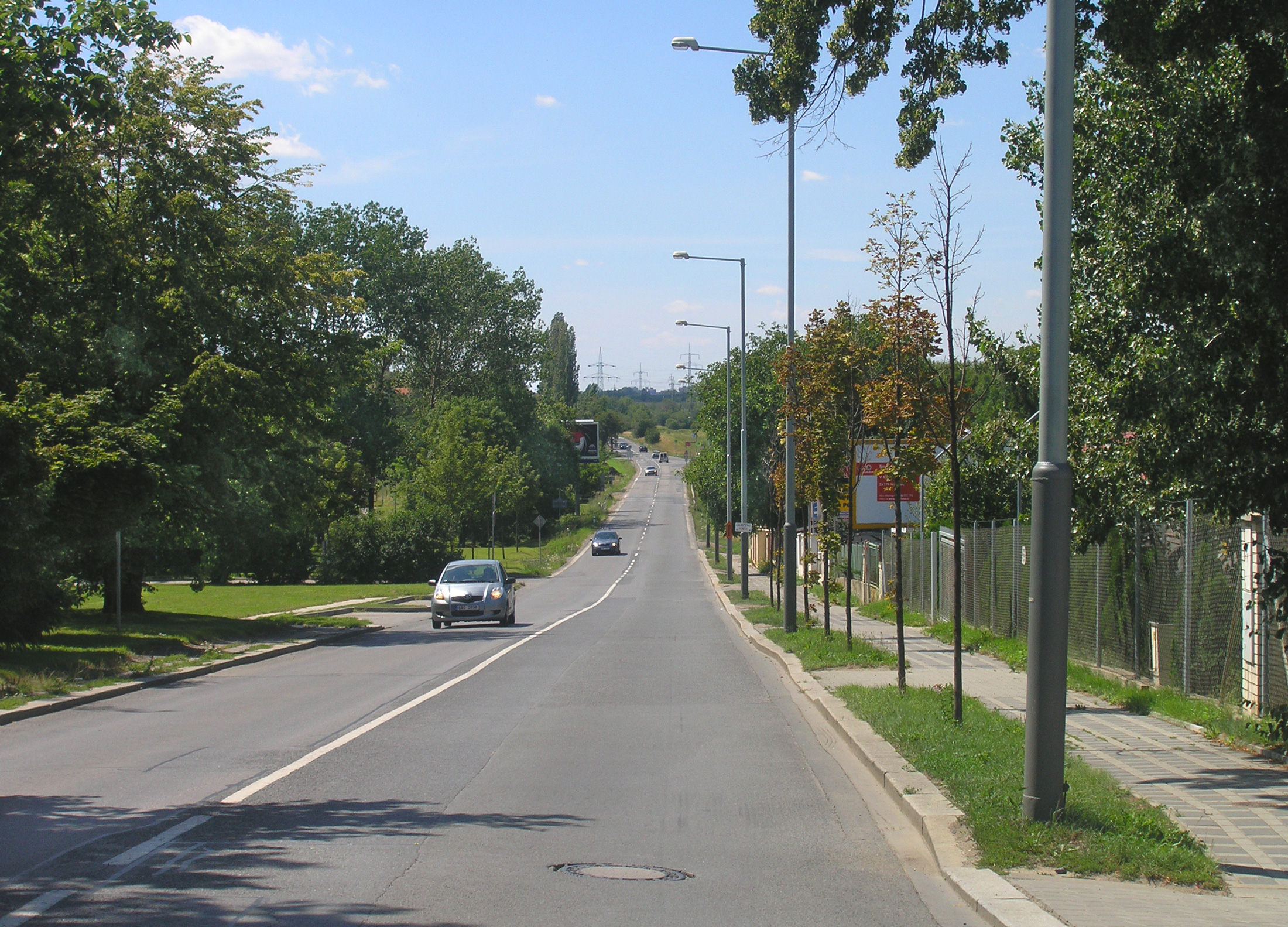
Ческобродска вулиця
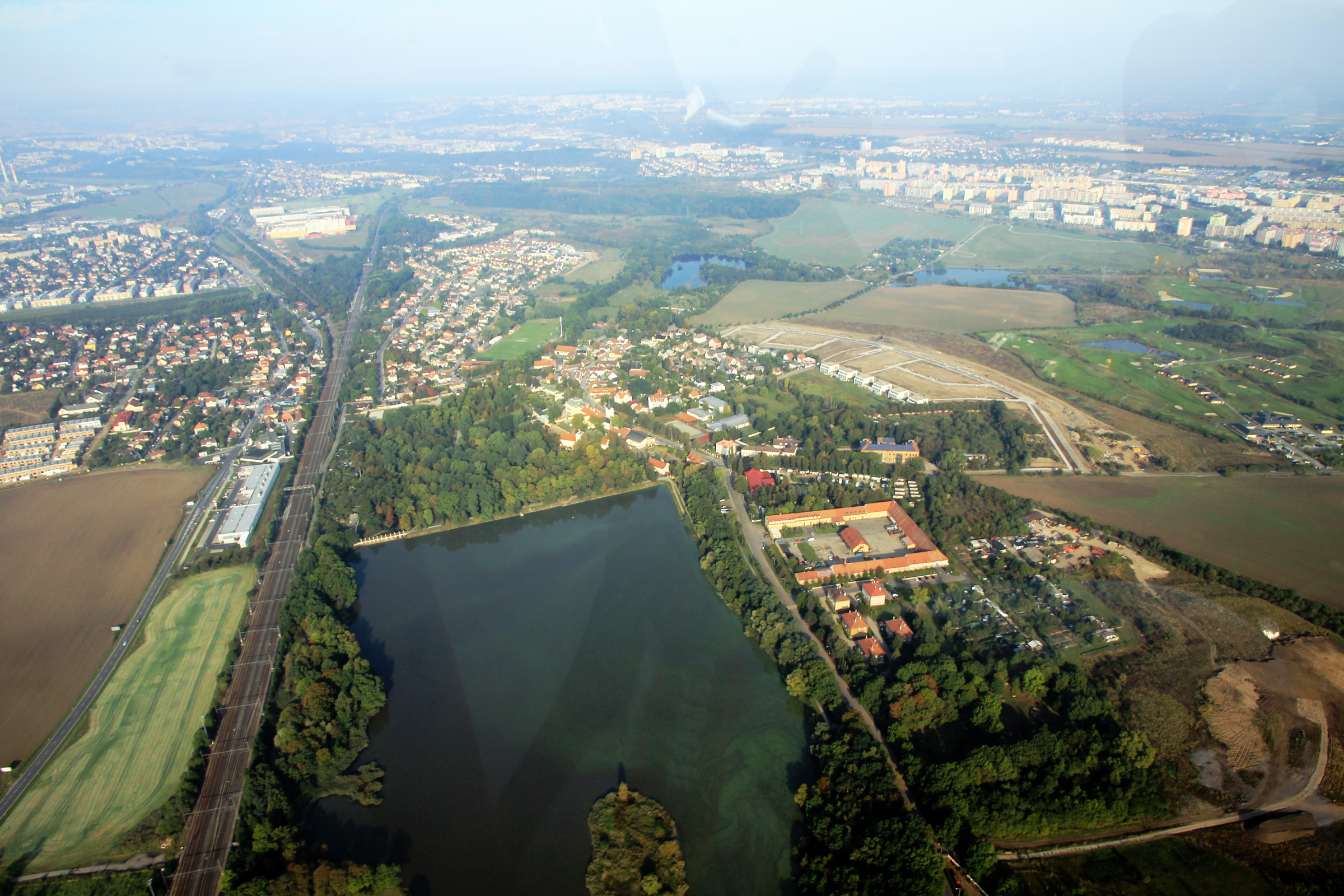
Дольні Почерніце з гелікоптера
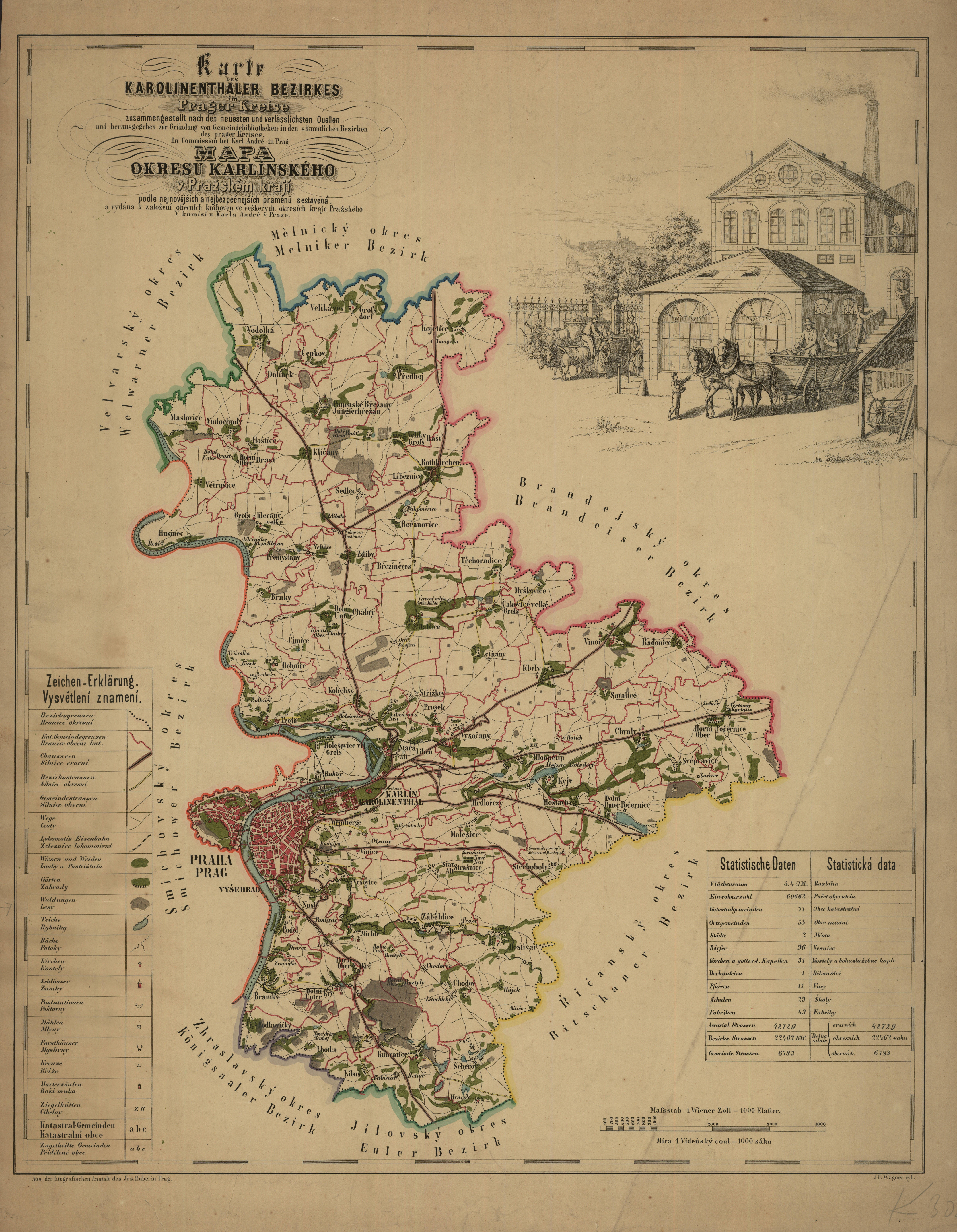
Карта району Карлін у Празькому регіоні, складена за новітніми та найдостовірнішими джерелами.Вона також охоплює Дольні Почерніце, приблизно 1850 року.

1. ↑  vdp.cuzk.cz
2. ↑  Register of territorial identification, addresses and real estates
3. ↑  https://www.ods.cz/profil/5197-zbynek-richter
4. ↑  Historický lexikon obcí České republiky 1869–2005: 1. díl / за ред. J. Růžková, J. Škrabal — ČSÚ, 2006. — 759 с. — ISBN 978-80-250-1310-6
5. ↑  Tab. S.1 Vybrané údaje podle 22 správních obvodů a 57 městských částí v kraji Hl. m. Praha k 31.12.2020 — Český statistický úřad, 2021.
6. ↑  https://www.cuzk.cz/Dokument.aspx?AKCE=META:SESTAVA:MDR002_XSLT:WEBCUZK_ID:629952
7. ↑  Český statistický úřad (unspecified title)